# Liste des champions d'Europe de l'EBU
Liste des champions d'Europe de l'EBU (European Boxing Union). Cette dernière succède à l'IBU (International Boxing Union) en 1946.
Mise à jour : 14 août 2022

## Détenteurs des ceintures EBU
| Catégorie                                 | Champion           | Champion      | Date             | Nombre de défenses | Dernière défense |
| ----------------------------------------- | ------------------ | ------------- | ---------------- | ------------------ | ---------------- |
| Poids mouches (-50,8 kg / -112 lbs)       | Jairo Noriega      | Espagne       |                  |                    |                  |
| Poids coqs (-53,5 kg / -118 lbs)          | Vacant             |               |                  |                    |                  |
| Poids super-coqs (-55,3 kg / -122 lbs)    | Vacant             |               |                  |                    |                  |
| Poids plumes (-57,2 kg / -126 lbs)        | Jordan Gill        | Royaume-Uni   | 27 février 2022  |                    |                  |
| Poids super-plumes (-59 kg / -130 lbs)    | Zelfa Barrett      | Royaume-Uni   | 4 juin 2022      |                    |                  |
| Poids légers (-61,2 kg / -135 lbs)        | Yvan Mendy         | France        | 30 avril 2022    |                    |                  |
| Poids super-légers (-63,5 kg / -140 lbs)  | Enock Poulsen      | Danemark      | 21 avril 2022    |                    |                  |
| Poids welters (-66,7 kg / -147 lbs)       | David Avanesyan    | Russie        | 30 mars 2019     |                    |                  |
| Poids super-welters (-69,9 kg / -154 lbs) | Vacant             |               |                  |                    |                  |
| Poids moyens (-72,6 kg / -160 lbs)        | Anderson Prestot   | France        | 24 juin 2022     |                    |                  |
| Poids super-moyens (-76,2 kg / -168 lbs)  | Kevin Lele Sadjo   | France        | 18 décembre 2021 |                    |                  |
| Poids mi-lourds (-79,4 kg / -175 lbs)     | Modèle:Dan Azeez   | 🇬🇧Royaume-Uni | 11 mars 2023     |                    |                  |
| Poids lourds-légers (-90,7 kg / -200 lbs) | Chris Billam-Smith | Royaume-Uni   | 31 juillet 2021  |                    |                  |
| Poids lourds (+90,7 kg / +200 lbs)        | Vacant             |               |                  |                    |                  |

## Historique

### Poids lourds legers
MàJ: 6 mars 2021
| Nom                  | Date              | Défense |
| -------------------- | ----------------- | ------- |
| Georges Carpentier   | 1er juin 1913     | 6       |
| Battling Siki        | 24 septembre 1922 | 0       |
| Erminio Spalla       | 20 mai 1923       | 2       |
| Paulino Uzcudun      | 18 mai 1926       | 0       |
| Harry Persson        | 14 juin 1926      | 0       |
| Phil Scott           | 27 janvier 1927   | 0       |
| Paulino Uzcudun      | 7 juillet 1928    | 0       |
| Pierre Charles       | 3 février 1929    | 7       |
| Hein Muller          | 30 août 1931      | 0       |
| Hein Muller          | 4 janvier 1932    | 0       |
| Pierre Charles       | 28 mai 1932       | 0       |
| Paulino Uzcudun      | 13 mai 1933       | 0       |
| Primo Carnera        | 22 octobre 1933   | 0       |
| Pierre Charles       | 21 juin 1935      | 0       |
| Arno Kolblin         | 17 mars 1937      | 0       |
| Heinz Lazek          | 4 mars 1938       | 3       |
| Adolf Heuser         | 17 mars 1939      | 0       |
| Max Schmeling        | 2 juillet 1939    | 0       |
| Olle Tandberg        | 30 mai 1943       | 0       |
| Karel Sys            | 11 novembre 1943  | 0       |
| IBU devient EBU      |                   |         |
| Bruce Woodcock       | 29 juillet 1946   | 2       |
| Jo Weidin            | 3 juin 1950       | 0       |
| Jack Gardner         | 27 mars 1951      | 0       |
| Hein ten Hoff        | 23 septembre 1951 | 0       |
| Karel Sys            | 12 janvier 1952   | 0       |
| Heinz Neuhaus        | 9 mars 1952       | 4       |
| Franco Cavicchi      | 26 juin 1955      | 1       |
| Ingemar Johansson    | 30 septembre 1956 | 2       |
| Dick Richardson      | 27 mars 1960      | 3       |
| Ingemar Johansson    | 17 juin 1962      | 0       |
| Henry Cooper         | 24 février 1964   | 0       |
| Karl Mildenberger    | 17 octobre 1964   | 6       |
| Henry Cooper         | 18 septembre 1968 | 1       |
| Pierre Weiland       | 6 décembre 1969   | 0       |
| José Manuel Urtain   | 3 avril 1970      | 1       |
| Henry Cooper         | 10 novembre 1970  | 0       |
| Joe Bugner           | 16 mars 1971      | 1       |
| Jack Bodell          | 27 septembre 1971 | 0       |
| José Manuel Urtain   | 17 décembre 1971  | 0       |
| Jürgen Blin          | 9 juin 1972       | 0       |
| Joe Bugner           | 10 octobre 1972   | 4       |
| Richard Dunn         | 6 avril 1976      | 0       |
| Joe Bugner           | 12 octobre 1976   | 0       |
| Jean-Pierre Coopman  | 12 mars 1977      | 0       |
| Lucien Rodríguez     | 7 mai 1977        | 0       |
| Alfredo Evangelista  | 9 septembre 1977  | 4       |
| Lorenzo Zanon        | 18 avril 1979     | 2       |
| John L. Gardner      | 22 avril 1980     | 1       |
| Lucien Rodríguez     | 26 novembre 1981  | 6       |
| Steffen Tangstad     | 9 novembre 1984   | 0       |
| Anders Eklund        | 9 mars 1985       | 0       |
| Frank Bruno          | 1er octobre 1985  | 0       |
| Steffen Tangstad     | 18 avril 1986     | 0       |
| Alfredo Evangelista  | 8 janvier 1987    | 0       |
| Anders Eklund        | 28 mars 1987      | 0       |
| Francesco Damiani    | 9 octobre 1987    | 2       |
| Derek Williams       | 5 décembre 1989   | 0       |
| Jean-Maurice Chanet  | 3 février 1990    | 1       |
| Lennox Lewis         | 31 octobre 1990   | 3       |
| Henry Akinwande      | 1er mai 1993      | 2       |
| Željko Mavrović      | 11 avril 1995     | 6       |
| Vitali Klitschko     | 24 octobre 1998   | 2       |
| Wladimir Klitschko   | 25 septembre 1999 | 1       |
| Vitali Klitschko     | 25 novembre 2000  | 0       |
| Luan Krasniqi        | 5 janvier 2002    | 0       |
| Przemysław Saleta    | 20 juillet 2002   | 0       |
| Sinan Samil Sam      | 12 octobre 2002   | 2       |
| Luan Krasniqi        | 14 février 2004   | 2       |
| Paolo Vidoz          | 11 juin 2005      | 2       |
| Vladimir Virchis     | 15 juillet 2006   | 1       |
| Sinan Samil Sam      | 4 juillet 2008    | 0       |
| Matt Skelton         | 19 décembre 2008  | 0       |
| Albert Sosnowski     | 18 décembre 2009  | 0       |
| Audley Harrison      | 9 avril 2010      | 0       |
| Alexander Dimitrenko | 31 juillet 2010   | 2       |
| Robert Helenius      | 3 décembre 2011   | 0       |
| Kubrat Pulev         | 5 mai 2012        | 1       |
| Derek Chisora        | 21 septembre 2013 | 0       |
| Tyson Fury           | 29 novembre 2014  | 0       |
| Erkan Teper          | 17 juillet 2015   | 0       |
| Robert Helenius      | 20 décembre 2015  | 0       |
| Kubrat Pulev         | 7 mai 2016        | 0       |
| Agit Kabayel         | 4 février 2017    | 3       |
| Joe Joyce            | 28 novembre 2020  | 0       |
| Agit Kabayel         | 4 Avril 2023      | 0       |